# 乾道 (南宋)
乾道（1165年—1173年）是南宋皇帝宋孝宗的第二个年号，共计9年。
最初擬定的年號為「乾統」，因為與遼天祚帝的乾統年號重名，於是更改為「乾道」。

## 年號含義
來自《易經》：「乾為天、為闤、為君、為父。」有天道、陽剛之道的涵義。

## 改元
- 隆興三年——正月一日，改元為乾道元年。[4][5]
- 乾道十年——正月一日，改元為淳熙元年。[6][7][8][9]

## 大事记
- 1166年温州水灾，温州“覆舟溺死二万余人”
- 1172年，开始修筑浦东里护塘，在今上海浦东高桥、惠南、大团一线[10][11]

## 出生
- 乾道四年：宋寧宗，宋朝第13位皇帝。

## 紀年農曆對照表
表格中各月的干支即為各月的第1日，「大」表示該月有30日，「小」表示該月有29日，「閏月」表格中的中文數字表示該年為閏某月（比如「七丙寅」裡有中文數字「七」，即表示該行所在年份有閏七月），各月初一底下的數字表示對應的西曆日期。
| 西元   | 干支 | 紀年     | 正月   | 二月   | 三月   | 四月   | 五月   | 六月   | 七月   | 八月   | 九月   | 十月   | 十一月 | 十二月    | 閏月     |
| ------ | ---- | -------- | ------ | ------ | ------ | ------ | ------ | ------ | ------ | ------ | ------ | ------ | ------ | --------- | -------- |
| 1165年 | 乙酉 | 乾道元年 | 辛亥小 | 庚辰大 | 庚戌小 | 己卯大 | 己酉小 | 戊寅大 | 戊申小 | 丁丑大 | 丁未大 | 丁丑小 | 丙午大 | 丙子大    |          |
| 1165年 | 乙酉 | 乾道元年 | 2/13   | 3/14   | 4/13   | 5/12   | 6/11   | 7/10   | 8/9    | 9/7    | 10/7   | 11/6   | 12/5   | 1166/1/4  |          |
| 1166年 | 丙戌 | 乾道二年 | 丙午小 | 乙亥小 | 甲辰大 | 甲戌小 | 癸卯小 | 壬申大 | 壬寅小 | 辛未大 | 辛丑大 | 辛未大 | 辛丑小 | 庚午大    |          |
| 1166年 | 丙戌 | 乾道二年 | 2/3    | 3/4    | 4/2    | 5/2    | 5/31   | 6/29   | 7/29   | 8/27   | 9/26   | 10/26  | 11/25  | 12/24     |          |
| 1167年 | 丁亥 | 乾道三年 | 庚子大 | 庚午小 | 己亥小 | 戊辰大 | 戊戌小 | 丁卯小 | 丙申大 | 乙未大 | 乙丑大 | 乙未大 | 乙丑小 | 甲午大    | 七丙寅小 |
| 1167年 | 丁亥 | 乾道三年 | 1/23   | 2/22   | 3/23   | 4/21   | 5/21   | 6/19   | 7/18   | 9/15   | 10/15  | 11/14  | 12/14  | 1168/1/12 | 8/17     |
| 1168年 | 戊子 | 乾道四年 | 甲子大 | 甲午小 | 癸亥小 | 壬辰大 | 壬戌小 | 辛卯小 | 庚申大 | 庚寅小 | 己未小 | 戊子大 | 戊午大 | 戊子大    |          |
| 1168年 | 戊子 | 乾道四年 | 2/11   | 3/12   | 4/10   | 5/9    | 6/8    | 7/7    | 8/5    | 9/4    | 10/3   | 11/1   | 12/1   | 12/31     |          |
| 1169年 | 己丑 | 乾道五年 | 戊午大 | 戊子小 | 丁巳大 | 丁亥小 | 丙辰大 | 丙戌小 | 乙卯小 | 甲申大 | 甲寅小 | 癸未大 | 癸丑小 | 壬午大    |          |
| 1169年 | 己丑 | 乾道五年 | 1/30   | 3/1    | 3/30   | 4/29   | 5/28   | 6/27   | 7/26   | 8/24   | 9/23   | 10/22  | 11/21  | 12/20     |          |
| 1170年 | 庚寅 | 乾道六年 | 壬子大 | 壬午大 | 壬子小 | 辛巳大 | 辛亥小 | 庚戌小 | 己卯小 | 戊申大 | 戊寅小 | 丁未大 | 丁丑小 | 丙午大    | 五庚辰大 |
| 1170年 | 庚寅 | 乾道六年 | 1/19   | 2/18   | 3/20   | 4/18   | 5/18   | 7/16   | 8/14   | 9/12   | 10/12  | 11/10  | 12/10  | 1171/1/8  | 6/16     |
| 1171年 | 辛卯 | 乾道七年 | 丙子大 | 丙午小 | 乙亥大 | 乙巳大 | 乙亥小 | 甲辰大 | 甲戌小 | 癸卯小 | 壬申大 | 壬寅小 | 辛未大 | 辛丑小    |          |
| 1171年 | 辛卯 | 乾道七年 | 2/7    | 3/9    | 4/7    | 5/7    | 6/6    | 7/5    | 8/4    | 9/2    | 10/1   | 10/31  | 11/29  | 12/29     |          |
| 1172年 | 壬辰 | 乾道八年 | 庚午大 | 庚子小 | 己巳大 | 己亥大 | 己巳小 | 戊戌大 | 戊辰小 | 丁酉大 | 丁卯小 | 丙申大 | 丙寅小 | 乙未大    |          |
| 1172年 | 壬辰 | 乾道八年 | 1/27   | 2/26   | 3/26   | 4/25   | 5/25   | 6/23   | 7/23   | 8/21   | 9/20   | 10/19  | 11/18  | 12/17     |          |
| 1173年 | 癸巳 | 乾道九年 | 乙丑小 | 甲子小 | 癸巳大 | 癸亥小 | 壬辰大 | 壬戌大 | 壬辰小 | 辛酉大 | 辛卯小 | 庚申大 | 庚寅小 | 己未大    | 正甲午大 |
| 1173年 | 癸巳 | 乾道九年 | 1/16   | 3/16   | 4/14   | 5/14   | 6/12   | 7/12   | 8/11   | 9/9    | 10/9   | 11/7   | 12/7   | 1174/1/5  | 2/14     |

## 同期存在的其他政权年号
- 中國
  - 大定（1161年－1189年）：金朝—金世宗完顏雍之年號
  - 天盛：（1149年－1170年）：西夏—夏仁宗李仁孝之年號
  - 乾祐（1170年－1193年）：西夏—夏仁宗李仁孝之年號
  - 崇福（1164年－1177年）：西遼—承天后耶律普速完之年號
  - 建德（1164年－1171年）：大理—段正興之年號
  - 利贞（1172年－1175年）：大理—段智興之年號
- 日本
  - 長寬（1163年－1165年）：二條天皇之年號
  - 永萬（1165年－1166年）： 二條天皇與六條天皇之年號
  - 仁安（1166年－1169年）：六條天皇與高倉天皇之年號
  - 嘉應（1169年－1171年）：高倉天皇之年號
  - 承安（1171年－1175年）：高倉天皇之年號
- 越南
  - 政隆寳應（1163年－1174年）：李朝—李天祚之年號

## 深入閱讀
- 李崇智. . 北京: 中華書局. 2004年12月. ISBN 7101025129.
- 鄧洪波. . 臺北: 國立臺灣大學東亞經典與文化研究計劃. 2005年3月  [2021-11-21]. ISBN 9789860005189. （原始内容 (pdf)存档于2007-08-25）. （页面存档备份，存于）

| 前一年號： 隆興 | 南宋年号 乾道 | 下一年號： 淳熙 |